# ألبرت إدوين لونش
ألبرت إدوين لونش (بالإنجليزية: Albert Edwin Lynch)‏ هو عازف كمان أسترالي، ولد في 10 ديسمبر 1900، وتوفي في 23 أغسطس 1976.